# Église Saint-Pierre-aux-Liens d'Arthaz-Pont-Notre-Dame
L'église Saint-Pierre-aux-Liens est une église catholique, située dans le département de la Haute-Savoie, sur la commune d'Arthaz-Pont-Notre-Dame, construite sur l'ancien site de l'église.

## Historique
La paroisse d'Arthaz serait apparue vers le VIe siècle, sous l'égide des évêques de Genève. On a une trace d'un curé d'Arthaz, Raymond Dardel, membre de la famille des seigneurs du fief, en 1337.
Lors d'une visite épiscopale du 29 mai 1412, par l'évêque de Genève Jean V de Bertrand, il est noté que le curé de la paroisse ne loge pas sur place. Il s'agit de Jean Fraczon, dit Jean Allarmet de Brogny. L'église est décrite comme ancienne mais sans indication de date de création. La visite de 1443, indique que l'église a été restaurée.
Au cours de cette période, trois chapelles ont été édifiées : une dédiée à la Vierge et saint Jacques, une de saint Blaise (1554) et une autre de saint Georges.
En 1606, « Saint-Pierre d'Artas » est visitée par l'évêque d'Annecy-Genève, François de Sales. Lors d'une visite des paroisses, le représentant de l'évêque note, en 1720, la vétusté de l'église. Elle sera fait réparée par le curé Simond entre 1741 et 1758.
Pendant la période d'occupation de la Savoie par les révolutionnaires, les cloches de l'église sont transportées à Bonneville en 1793, une des cloches sera sauvée et sonne encore en haut de la tour-clocher (cf. l'article ci-dessous) . Elles sont remplacées en 1795 par autorisation de l'administration du département du Mont-Blanc. Durant cette période troublée, le curé organisait des messes clandestines dans la forêt, sous un chêne.
En 1803, l'église est décrite comme très délabrée. En 1836, le conseil municipal pose la question du remplacement de l'ancienne église. La décision est prise d'en rebâtir une nouvelle au lieu-dit  Champs Foizat . Les plans sont du capitaine-ingénieur Joseph Bard. L'édifice a le plan d'une croix grecque de « style sarde », typique de l'époque de la Restauration. En 1851, on démolit l'ancienne église et l'on fait bâtir à son emplacement une petite chapelle de style néo-gothique à l'initiative du chanoine Baudry, devenant la propriété de la famille Baudry. La nouvelle église est consacrée le 22 septembre 1853 par l'évêque d'Annecy Louis Rendu.
À Pont-Notre-Dame, en 1446, il y a l'édification d'une église et d'une chapelle, sous l'impulsion du seigneur Jean de Grolée. Elle est dépendante de la paroisse d'Arthaz jusqu'à son autonomie en 1470. Lors d'une visite épiscopales de 1481, il est indiqué que l'église n'est pas terminée. Cent ans plus tard, une autre visite indique qu'elle est « en ruines », bien que relevée, en 1720-30, le constat est à nouveau le même. Elle sera à nouveau réunis en 1803.

## L'affaire de la « Possession » de la cure
Entre 1858 et 1897, la paroisse d'Arthaz est troublée par une affaire de possession au presbytère.

## Les cloches
La plus grosse cloche, Jeanne-Marie, a été coulée en 1926 par Joseph et Louis Paccard, elle pèse 767 kilos, 105 cm de diamètre et sonne le fa#3. Elle sonne les heures, et annonce les messes.
Elle est accompagnée d'une petite cloche, Phyliberte, signée Jacques Humber, en 1632, et protégée (MH:1-02-1943). Elle a 65 cm de diamètre pour 120 kilos (environ). Ses inscriptions sont : 
IHS MA XPS VINCIT XPS REGNAT XPS IMPERAT XPS ABONNIMALO NOS DEFNDAT/EYME MEGLARD IVGE MAYE de FAVCIGNY PARAIN ANN PHYLIBERTE de PREZ MARAINE/IEAN IAQVES MONET IEEAN IORAND TE IEAN de BIOLLES SINDICS 1632
C'est elle qui sonne l'Angelus à 7 h 05 ; 12 h 05 ; 19 h 05.
Les deux cloches sonnent ensemble lors du glas, exclusivement.

## Sources et références
1. ↑  Marie-Paule Biron, Les Messes clandestines pendant la Révolution, Nouvelles Editions Latines, 1989, 222 p. (ISBN 978-2-7233-0382-8, lire en ligne), p. 189.
2. ↑  Paul Guichonnet, Nouvelle encyclopédie de la Haute-Savoie : Hier et aujourd'hui, Montmélian, Cabèdita, 2007, 399 p. (ISBN 978-2-84206-374-0, lire en ligne), p. 363.